# والتر فيشر
والتر فيشر (بالألمانية: Walter Fischer)‏ (21 فبراير 1889 - 3 أبريل 1959) هو لاعب كرة قدم ألماني سابق كان يلعب كمهاجم.

## روابط خارجية
- والتر فيشر على موقع قاعدة بيانات كرة القدم.إي يو (الإنجليزية)
- والتر فيشر على موقع ناشيونال فوتبول تيمز (الإنجليزية)
- والتر فيشر على موقع عالم كرة القدم.نت (الإنجليزية)